# Interlands Spaans voetbalelftal 2010-2019
Deze pagina toont een chronologisch en gedetailleerd overzicht van de interlands die het Spaans voetbalelftal speelde in de periode 2010 – 2019.

## Interlands

### 2010
|                                                              |           |                                    |        |                                                                                       |
| 3 maart Vriendschappelijk № 571 «onderlinge duels» 21:00 uur | Frankrijk | 0 – 2                              | Spanje | Stade de France, Saint-Denis Toeschouwers: 79.021 Scheidsrechter: Craig Thomson (SCO) |
| 3 maart Vriendschappelijk № 571 «onderlinge duels» 21:00 uur |           | 21' David Villa 45+1' Sergio Ramos |        | Stade de France, Saint-Denis Toeschouwers: 79.021 Scheidsrechter: Craig Thomson (SCO) |

|                                                             |                                           |       |                                                       |                                                                                  |
| 29 mei Vriendschappelijk № 572 «onderlinge duels» 18:00 uur | Saoedi-Arabië                             | 2 – 3 | Spanje                                                | Tivoli Neu, Innsbruck Toeschouwers: 7.500 Scheidsrechter: Thomas Einwaller (AUT) |
| 29 mei Vriendschappelijk № 572 «onderlinge duels» 18:00 uur | Osama Hawsawi 17' Mohammad Al-Sahlawi 74' |       | 31' David Villa 59' Xabi Alonso 90' Fernando Llorente | Tivoli Neu, Innsbruck Toeschouwers: 7.500 Scheidsrechter: Thomas Einwaller (AUT) |

|                                                             |            |                 |        |                                                                                       |
| 3 juni Vriendschappelijk № 573 «onderlinge duels» 18:00 uur | Zuid-Korea | 0 – 1           | Spanje | Tivoli Neu, Innsbruck Toeschouwers: 17.000 Scheidsrechter: Robert Schörgenhofer (AUT) |
| 3 juni Vriendschappelijk № 573 «onderlinge duels» 18:00 uur |            | 87' Jesús Navas |        | Tivoli Neu, Innsbruck Toeschouwers: 17.000 Scheidsrechter: Robert Schörgenhofer (AUT) |

|                                                             | |       |       |                                                                                                |
| 8 juni Vriendschappelijk № 574 «onderlinge duels» 22:00 uur | Spanje | 6 – 0 | Polen | Estadio Nueva Condomina, Murcia Toeschouwers: 31.000 Scheidsrechter: Mihalis Koukoulakis (GRE) |
| 8 juni Vriendschappelijk № 574 «onderlinge duels» 22:00 uur | Dariusz Dudka 12' (e.d.) David Silva 14' Robert Lewandowski 51' (e.d.) Cesc Fàbregas 58' Fernando Torres 76' Pedro Rodríguez 81' |       |       | Estadio Nueva Condomina, Murcia Toeschouwers: 31.000 Scheidsrechter: Mihalis Koukoulakis (GRE) |

| WK voetbal 2010 |
| --------------- |

|                                                            |        |                      |             |                                                                                     |
| 16 juni WK 2010 Groep H № 575 «onderlinge duels» 16:00 uur | Spanje | 0 – 1                | Zwitserland | Moses Mabhidastadion, Durban Toeschouwers: 62.453 Scheidsrechter: Howard Webb (ENG) |
| 16 juni WK 2010 Groep H № 575 «onderlinge duels» 16:00 uur |        | 52' Gelson Fernandes |             | Moses Mabhidastadion, Durban Toeschouwers: 62.453 Scheidsrechter: Howard Webb (ENG) |

|                                                            |          |                                 |        |                                                                                     |
| 21 juni WK 2010 Groep H № 576 «onderlinge duels» 20:30 uur | Honduras | 0 – 2                           | Spanje | Ellispark, Johannesburg Toeschouwers: 54.386 Scheidsrechter: Yuichi Nishimura (JPN) |
| 21 juni WK 2010 Groep H № 576 «onderlinge duels» 20:30 uur |          | 17' David Villa 51' David Villa |        | Ellispark, Johannesburg Toeschouwers: 54.386 Scheidsrechter: Yuichi Nishimura (JPN) |

|                                                            |                    |       |                                    |                                                                                             |
| 25 juni WK 2010 Groep H № 577 «onderlinge duels» 20:30 uur | Chili              | 1 – 2 | Spanje                             | Loftus Versfeldstadion, Pretoria Toeschouwers: 41.958 Scheidsrechter: Marco Rodríguez (MEX) |
| 25 juni WK 2010 Groep H № 577 «onderlinge duels» 20:30 uur | Rodrigo Millar 47' |       | 24' David Villa 37' Andrés Iniesta | Loftus Versfeldstadion, Pretoria Toeschouwers: 41.958 Scheidsrechter: Marco Rodríguez (MEX) |

|                                                                   |          |                 |        |                                                                                       |
| 29 juni WK 2010 Achtste finale № 578 «onderlinge duels» 20:30 uur | Portugal | 0 – 1           | Spanje | Groenpuntstadion, Kaapstad Toeschouwers: 62.955 Scheidsrechter: Héctor Baldassi (ARG) |
| 29 juni WK 2010 Achtste finale № 578 «onderlinge duels» 20:30 uur |          | 63' David Villa |        | Groenpuntstadion, Kaapstad Toeschouwers: 62.955 Scheidsrechter: Héctor Baldassi (ARG) |

|                                                               |          |                 |        |                                                                                  |
| 3 juli WK 2010 Kwartfinale № 579 «onderlinge duels» 20:30 uur | Paraguay | 0 – 1           | Spanje | Ellispark, Johannesburg Toeschouwers: 55.359 Scheidsrechter: Carlos Batres (GUA) |
| 3 juli WK 2010 Kwartfinale № 579 «onderlinge duels» 20:30 uur |          | 83' David Villa |        | Ellispark, Johannesburg Toeschouwers: 55.359 Scheidsrechter: Carlos Batres (GUA) |

|                                                                |           |                  |        |                                                                                       |
| 7 juli WK 2010 Halve finale № 580 «onderlinge duels» 20:30 uur | Duitsland | 0 – 1            | Spanje | Moses Mabhidastadion, Durban Toeschouwers: 60.960 Scheidsrechter: Viktor Kassai (HUN) |
| 7 juli WK 2010 Halve finale № 580 «onderlinge duels» 20:30 uur |           | 73' Carles Puyol |        | Moses Mabhidastadion, Durban Toeschouwers: 60.960 Scheidsrechter: Viktor Kassai (HUN) |

|                                                           |           |                     |        |                                                                                  |
| 11 juli WK 2010 Finale № 581 «onderlinge duels» 20:30 uur | Nederland | 0 – 1               | Spanje | Soccer City, Johannesburg Toeschouwers: 84.490 Scheidsrechter: Howard Webb (ENG) |
| 11 juli WK 2010 Finale № 581 «onderlinge duels» 20:30 uur |           | 116' Andrés Iniesta |        | Soccer City, Johannesburg Toeschouwers: 84.490 Scheidsrechter: Howard Webb (ENG) |

|  |  |  |  |  |  |  |  |  |

|                                                                  |                      |       |                 |                                                                                        |
| 11 augustus Vriendschappelijk № 582 «onderlinge duels» 20:30 uur | Mexico               | 1 – 1 | Spanje          | Aztekenstadion, Mexico-Stad Toeschouwers: 105.000 Scheidsrechter: Roberto Moreno (PAN) |
| 11 augustus Vriendschappelijk № 582 «onderlinge duels» 20:30 uur | Javier Hernández 12' |       | 90' David Silva | Aztekenstadion, Mexico-Stad Toeschouwers: 105.000 Scheidsrechter: Roberto Moreno (PAN) |

|                                                                        |               |                                                                         |        |                                                                                   |
| 3 september EK-kwalificatie Groep I № 583 «onderlinge duels» 20:45 uur | Liechtenstein | 0 – 4                                                                   | Spanje | Rheinparkstadion, Vaduz Toeschouwers: 6.127 Scheidsrechter: Bülent Yıldırım (TUR) |
| 3 september EK-kwalificatie Groep I № 583 «onderlinge duels» 20:45 uur |               | 17' Fernando Torres 26' David Villa 54' Fernando Torres 61' David Villa |        | Rheinparkstadion, Vaduz Toeschouwers: 6.127 Scheidsrechter: Bülent Yıldırım (TUR) |

|                                                                  |                                                                      |       |                       |                                                                                   |
| 7 september Vriendschappelijk № 584 «onderlinge duels» 22:00 uur | Argentinië                                                           | 4 – 1 | Spanje                | El Monumental, Buenos Aires Toeschouwers: 65.600 Scheidsrechter: Óscar Ruiz (COL) |
| 7 september Vriendschappelijk № 584 «onderlinge duels» 22:00 uur | Lionel Messi 10' Gonzalo Higuaín 14' Carlos Tévez 34' Kun Agüero 90' |       | 84' Fernando Llorente | El Monumental, Buenos Aires Toeschouwers: 65.600 Scheidsrechter: Óscar Ruiz (COL) |

|                                                                      |                                                             |       |                     |                                                                                             |
| 8 oktober EK-kwalificatie Groep I № 585 «onderlinge duels» 21:00 uur | Spanje                                                      | 3 – 1 | Litouwen            | Estadio El Helmántico, Salamanca Toeschouwers: 16.800 Scheidsrechter: Gianluca Rocchi (ITA) |
| 8 oktober EK-kwalificatie Groep I № 585 «onderlinge duels» 21:00 uur | Fernando Llorente 46' Fernando Llorente 56' David Silva 78' |       | 54' Darvydas Šernas | Estadio El Helmántico, Salamanca Toeschouwers: 16.800 Scheidsrechter: Gianluca Rocchi (ITA) |

|                                                                       |                                             |       |                                                                 |                                                                                  |
| 12 oktober EK-kwalificatie Groep I № 586 «onderlinge duels» 20:00 uur | Schotland                                   | 2 – 3 | Spanje                                                          | Hampden Park, Glasgow Toeschouwers: 51.322 Scheidsrechter: Massimo Busacca (SUI) |
| 12 oktober EK-kwalificatie Groep I № 586 «onderlinge duels» 20:00 uur | Steven Naismith 58' Gerard Piqué 66' (e.d.) |       | 44' (pen.) David Villa 55' Andrés Iniesta 79' Fernando Llorente | Hampden Park, Glasgow Toeschouwers: 51.322 Scheidsrechter: Massimo Busacca (SUI) |

|                                                                  |                                                                           |       |        |                                                                                     |
| 17 november Vriendschappelijk № 587 «onderlinge duels» 21:00 uur | Portugal                                                                  | 4 – 0 | Spanje | Estádio da Luz, Lissabon Toeschouwers: 66.500 Scheidsrechter: Anthony Gautier (FRA) |
| 17 november Vriendschappelijk № 587 «onderlinge duels» 21:00 uur | Carlos Martins 45' Hélder Postiga 49' Hélder Postiga 68' Hugo Almeida 90' |       |        | Estádio da Luz, Lissabon Toeschouwers: 66.500 Scheidsrechter: Anthony Gautier (FRA) |

### 2011
|                                                                 |                 |       |          |                                                                                            |
| 9 februari Vriendschappelijk № 588 «onderlinge duels» 21:30 uur | Spanje          | 1 – 0 | Colombia | Estadio Santiago Bernabéu, Madrid Toeschouwers: 60.000 Scheidsrechter: Richard Trutz (SVK) |
| 9 februari Vriendschappelijk № 588 «onderlinge duels» 21:30 uur | David Silva 86' |       |          | Estadio Santiago Bernabéu, Madrid Toeschouwers: 60.000 Scheidsrechter: Richard Trutz (SVK) |

|                                                                     |                                        |       |                     |                                                                                              |
| 25 maart EK-kwalificatie Groep I № 589 «onderlinge duels» 20:00 uur | Spanje                                 | 2 – 1 | Tsjechië            | Estadio Nuevo Los Cármenes, Granada Toeschouwers: 16.301 Scheidsrechter: Viktor Kassai (HUN) |
| 25 maart EK-kwalificatie Groep I № 589 «onderlinge duels» 20:00 uur | David Villa 69' David Villa 72' (pen.) |       | 29' Jaroslav Plašil | Estadio Nuevo Los Cármenes, Granada Toeschouwers: 16.301 Scheidsrechter: Viktor Kassai (HUN) |

|                                                                     |                         |       |                                                             |                                                                                                   |
| 29 maart EK-kwalificatie Groep I № 590 «onderlinge duels» 20:00 uur | Litouwen                | 1 – 3 | Spanje                                                      | S. Dariaus- en S. Girėnostadion, Kaunas Toeschouwers: 9.180 Scheidsrechter: Laurent Duhamel (FRA) |
| 29 maart EK-kwalificatie Groep I № 590 «onderlinge duels» 20:00 uur | Marius Stankevičius 57' |       | 19' Xavi Hernández 70' (e.d.) Tadas Kijanskas 83' Juan Mata | S. Dariaus- en S. Girėnostadion, Kaunas Toeschouwers: 9.180 Scheidsrechter: Laurent Duhamel (FRA) |

|                                                             |                  |                                                                            |        |                                                                                         |
| 4 juni Vriendschappelijk № 591 «onderlinge duels» 20:30 uur | Verenigde Staten | 0 – 4                                                                      | Spanje | Gillette Stadium, Foxborough Toeschouwers: 64.121 Scheidsrechter: Roberto Silvera (URU) |
| 4 juni Vriendschappelijk № 591 «onderlinge duels» 20:30 uur |                  | 28' Santi Cazorla 32' Álvaro Negredo 41' Santi Cazorla 73' Fernando Torres |        | Gillette Stadium, Foxborough Toeschouwers: 64.121 Scheidsrechter: Roberto Silvera (URU) |

|                                                             |           |                                                      |        | |
| 7 juni Vriendschappelijk № 592 «onderlinge duels» 20:30 uur | Venezuela | 0 – 3                                                | Spanje | Estadio José Antonio Anzoátegui, Puerto La Cruz Toeschouwers: 36.000 Scheidsrechter: Georges Buckley (CAN) |
| 7 juni Vriendschappelijk № 592 «onderlinge duels» 20:30 uur |           | 5' David Villa 20' Pedro Rodríguez 45+1' Xabi Alonso |        | Estadio José Antonio Anzoátegui, Puerto La Cruz Toeschouwers: 36.000 Scheidsrechter: Georges Buckley (CAN) |

|                                                                  |                                             |       |                        |                                                                                |
| 10 augustus Vriendschappelijk № 593 «onderlinge duels» 20:45 uur | Italië                                      | 2 – 1 | Spanje                 | Stadio San Nicola, Bari Toeschouwers: 50.000 Scheidsrechter: Felix Brych (GER) |
| 10 augustus Vriendschappelijk № 593 «onderlinge duels» 20:45 uur | Riccardo Montolivo 11' Alberto Aquilani 83' |       | 37' (pen.) Xabi Alonso | Stadio San Nicola, Bari Toeschouwers: 50.000 Scheidsrechter: Felix Brych (GER) |

|                                                                  |                                      |       |                                                          |                                                                                      |
| 2 september Vriendschappelijk № 594 «onderlinge duels» 20:45 uur | Chili                                | 2 – 3 | Spanje                                                   | AFG Arena, Sankt Gallen Toeschouwers: 14.605 Scheidsrechter: Jérôme Laperrière (SUI) |
| 2 september Vriendschappelijk № 594 «onderlinge duels» 20:45 uur | Mauricio Isla 11' Eduardo Vargas 20' |       | 55' Andrés Iniesta 71' Cesc Fàbregas 90+2' Cesc Fàbregas | AFG Arena, Sankt Gallen Toeschouwers: 14.605 Scheidsrechter: Jérôme Laperrière (SUI) |

|                                                                        | |       |               |                                                                                       |
| 6 september EK-kwalificatie Groep I № 595 «onderlinge duels» 21:00 uur | Spanje | 6 – 0 | Liechtenstein | Estadio Las Gaunas, Logroño Toeschouwers: 15.660 Scheidsrechter: Harald Lechner (AUT) |
| 6 september EK-kwalificatie Groep I № 595 «onderlinge duels» 21:00 uur | Álvaro Negredo 33' Álvaro Negredo 37' Xavi Hernández 44' Sergio Ramos 52' David Villa 59' David Villa 79' |       |               | Estadio Las Gaunas, Logroño Toeschouwers: 15.660 Scheidsrechter: Harald Lechner (AUT) |

|                                                                      |          |                              |        |                                                                                    |
| 7 oktober EK-kwalificatie Groep I № 596 «onderlinge duels» 20:45 uur | Tsjechië | 0 – 2                        | Spanje | Generali Arena, Praag Toeschouwers: 17.873 Scheidsrechter: Paolo Tagliavento (ITA) |
| 7 oktober EK-kwalificatie Groep I № 596 «onderlinge duels» 20:45 uur |          | 7' Juan Mata 23' Xabi Alonso |        | Generali Arena, Praag Toeschouwers: 17.873 Scheidsrechter: Paolo Tagliavento (ITA) |

|                                                                       |                                                |       |                             |                                                                                                 |
| 11 oktober EK-kwalificatie Groep I № 597 «onderlinge duels» 20:45 uur | Spanje                                         | 3 – 1 | Schotland                   | Estadio José Rico Pérez, Alicante Toeschouwers: 27.559 Scheidsrechter: Stefan Johannesson (SWE) |
| 11 oktober EK-kwalificatie Groep I № 597 «onderlinge duels» 20:45 uur | David Silva 6' David Silva 44' David Villa 54' |       | 66' (pen.) David Goodwillie | Estadio José Rico Pérez, Alicante Toeschouwers: 27.559 Scheidsrechter: Stefan Johannesson (SWE) |

|                                                                  |                   |       |        |                                                                                       |
| 12 november Vriendschappelijk № 598 «onderlinge duels» 18:15 uur | Engeland          | 1 – 0 | Spanje | Wembley Stadium, Londen Toeschouwers: 87.189 Scheidsrechter: Frank De Bleeckere (BEL) |
| 12 november Vriendschappelijk № 598 «onderlinge duels» 18:15 uur | Frank Lampard 49' |       |        | Wembley Stadium, Londen Toeschouwers: 87.189 Scheidsrechter: Frank De Bleeckere (BEL) |

|                                                                  |                                      |       |                                   | |
| 15 november Vriendschappelijk № 599 «onderlinge duels» 21:05 uur | Costa Rica                           | 2 – 2 | Spanje                            | Estadio Nacional de Costa Rica, San José Toeschouwers: 30.000 Scheidsrechter: Mauricio Navarro (CAN) |
| 15 november Vriendschappelijk № 599 «onderlinge duels» 21:05 uur | Randall Brenes 31' Joel Campbell 42' |       | 83' David Silva 90+3' David Silva | Estadio Nacional de Costa Rica, San José Toeschouwers: 30.000 Scheidsrechter: Mauricio Navarro (CAN) |

### 2012
|                                                                  |                                                                                                |       |           |                                                                                         |
| 29 februari Vriendschappelijk № 600 «onderlinge duels» 21:30 uur | Spanje                                                                                         | 5 – 0 | Venezuela | Estadio La Rosaleda, Málaga Toeschouwers: 25.000 Scheidsrechter: Andris Treimanis (LET) |
| 29 februari Vriendschappelijk № 600 «onderlinge duels» 21:30 uur | Andrés Iniesta 37' David Silva 40' Roberto Soldado 49' Roberto Soldado 54' Roberto Soldado 85' |       |           | Estadio La Rosaleda, Málaga Toeschouwers: 25.000 Scheidsrechter: Andris Treimanis (LET) |

|                                                             |        |                                     |        |                                                                                     |
| 26 mei Vriendschappelijk № 601 «onderlinge duels» 18:00 uur | Servië | 0 – 2                               | Spanje | AFG Arena, Sankt Gallen Toeschouwers: 15.625 Scheidsrechter: Cyril Zimmermann (SUI) |
| 26 mei Vriendschappelijk № 601 «onderlinge duels» 18:00 uur |        | 63' Adrián 74' (pen.) Santi Cazorla |        | AFG Arena, Sankt Gallen Toeschouwers: 15.625 Scheidsrechter: Cyril Zimmermann (SUI) |

|                                                             |                 |       |                                                                                 |                                                                              |
| 30 mei Vriendschappelijk № 602 «onderlinge duels» 20:00 uur | Zuid-Korea      | 1 – 4 | Spanje                                                                          | Stade de Suisse, Bern Toeschouwers: 10.220 Scheidsrechter: Alain Bieri (SUI) |
| 30 mei Vriendschappelijk № 602 «onderlinge duels» 20:00 uur | Kim Do-heon 43' |       | 11' Fernando Torres 53' (pen.) Xabi Alonso 58' Santi Cazorla 82' Álvaro Negredo | Stade de Suisse, Bern Toeschouwers: 10.220 Scheidsrechter: Alain Bieri (SUI) |

|                                                             |                 |       |       |                                                                                       |
| 3 juni Vriendschappelijk № 603 «onderlinge duels» 21:00 uur | Spanje          | 1 – 0 | China | Estadio de La Cartuja, Sevilla Toeschouwers: 45.000 Scheidsrechter: Bas Nijhuis (NED) |
| 3 juni Vriendschappelijk № 603 «onderlinge duels» 21:00 uur | David Silva 84' |       |       | Estadio de La Cartuja, Sevilla Toeschouwers: 45.000 Scheidsrechter: Bas Nijhuis (NED) |

| EK voetbal 2012 |
| --------------- |

|                                                            |                   |       |                       |                                                                                   |
| 10 juni EK 2012 Groep C № 604 «onderlinge duels» 18:00 uur | Spanje            | 1 – 1 | Italië                | PGE Arena Gdańsk, Gdańsk Toeschouwers: 38.869 Scheidsrechter: Viktor Kassai (HUN) |
| 10 juni EK 2012 Groep C № 604 «onderlinge duels» 18:00 uur | Cesc Fàbregas 64' |       | 60' Antonio Di Natale | PGE Arena Gdańsk, Gdańsk Toeschouwers: 38.869 Scheidsrechter: Viktor Kassai (HUN) |

|                                                            |                                                                          |       |         |                                                                                   |
| 14 juni EK 2012 Groep C № 605 «onderlinge duels» 20:45 uur | Spanje                                                                   | 4 – 0 | Ierland | PGE Arena Gdańsk, Gdańsk Toeschouwers: 39.150 Scheidsrechter: Pedro Proença (POR) |
| 14 juni EK 2012 Groep C № 605 «onderlinge duels» 20:45 uur | Fernando Torres 4' David Silva 49' Fernando Torres 70' Cesc Fàbregas 83' |       |         | PGE Arena Gdańsk, Gdańsk Toeschouwers: 39.150 Scheidsrechter: Pedro Proença (POR) |

|                                                            |         |                 |        |                                                                                    |
| 18 juni EK 2012 Groep C № 606 «onderlinge duels» 20:45 uur | Kroatië | 0 – 1           | Spanje | PGE Arena Gdańsk, Gdańsk Toeschouwers: 39.076 Scheidsrechter: Wolfgang Stark (GER) |
| 18 juni EK 2012 Groep C № 606 «onderlinge duels» 20:45 uur |         | 88' Jesús Navas |        | PGE Arena Gdańsk, Gdańsk Toeschouwers: 39.076 Scheidsrechter: Wolfgang Stark (GER) |

|                                                                |                                        |       |           |                                                                                 |
| 23 juni EK 2012 Kwartfinale № 607 «onderlinge duels» 20:45 uur | Spanje                                 | 2 – 0 | Frankrijk | Donbas Arena, Donetsk Toeschouwers: 47.000 Scheidsrechter: Nicola Rizzoli (ITA) |
| 23 juni EK 2012 Kwartfinale № 607 «onderlinge duels» 20:45 uur | Xabi Alonso 19' Xabi Alonso 90' (pen.) |       |           | Donbas Arena, Donetsk Toeschouwers: 47.000 Scheidsrechter: Nicola Rizzoli (ITA) |

|                                                                 |                                     |              |                                                                    |                                                                               |
| 27 juni EK 2012 Halve finale № 608 «onderlinge duels» 20:45 uur | Portugal                            | 0 – 0 (n.v.) | Spanje                                                             | Donbas Arena, Donetsk Toeschouwers: 48.000 Scheidsrechter: Cüneyt Çakır (TUR) |
| 27 juni EK 2012 Halve finale № 608 «onderlinge duels» 20:45 uur |                                     |              |                                                                    | Donbas Arena, Donetsk Toeschouwers: 48.000 Scheidsrechter: Cüneyt Çakır (TUR) |
| 27 juni EK 2012 Halve finale № 608 «onderlinge duels» 20:45 uur | Strafschoppen                       |              |                                                                    | Donbas Arena, Donetsk Toeschouwers: 48.000 Scheidsrechter: Cüneyt Çakır (TUR) |
| 27 juni EK 2012 Halve finale № 608 «onderlinge duels» 20:45 uur | João Moutinho Pepe Nani Bruno Alves | 2 – 4        | Xabi Alonso Andrés Iniesta Gerard Piqué Sergio Ramos Cesc Fàbregas | Donbas Arena, Donetsk Toeschouwers: 48.000 Scheidsrechter: Cüneyt Çakır (TUR) |

|                                                          |                                                                  |       |        |                                                                                |
| 1 juli EK 2012 Finale № 609 «onderlinge duels» 20:45 uur | Spanje                                                           | 4 – 0 | Italië | NSK Olimpiejsky, Kiev Toeschouwers: 63.170 Scheidsrechter: Pedro Proença (POR) |
| 1 juli EK 2012 Finale № 609 «onderlinge duels» 20:45 uur | David Silva 14' Jordi Alba 41' Fernando Torres 84' Juan Mata 88' |       |        | NSK Olimpiejsky, Kiev Toeschouwers: 63.170 Scheidsrechter: Pedro Proença (POR) |

|  |  |  |  |  |  |  |  |  |

|                                                                  |                  |       |                                     |                                                                                               |
| 15 augustus Vriendschappelijk № 610 «onderlinge duels» 20:30 uur | Puerto Rico      | 1 – 2 | Spanje                              | Estadio Juan Ramón Loubriel, Bayamón Toeschouwers: 15.000 Scheidsrechter: Javier Santos (PUR) |
| 15 augustus Vriendschappelijk № 610 «onderlinge duels» 20:30 uur | Marc Cintron 65' |       | 42' Santi Cazorla 45' Cesc Fábregas | Estadio Juan Ramón Loubriel, Bayamón Toeschouwers: 15.000 Scheidsrechter: Javier Santos (PUR) |

|                                                                  |                                                                       |       |               |                                                                                                   |
| 7 september Vriendschappelijk № 611 «onderlinge duels» 21:00 uur | Spanje                                                                | 5 – 0 | Saoedi-Arabië | Estadio Municipal de Pasarón, Pontevedra Toeschouwers: 11.850 Scheidsrechter: Anar Salmanov (AZE) |
| 7 september Vriendschappelijk № 611 «onderlinge duels» 21:00 uur | Santi Cazorla 22' Pedro 28' Xavi 46' David Villa 62' (pen.) Pedro 72' |       |               | Estadio Municipal de Pasarón, Pontevedra Toeschouwers: 11.850 Scheidsrechter: Anar Salmanov (AZE) |

|                                                                         |         |                     |        |                                                                                               |
| 11 september WK-kwalificatie Groep I № 612 «onderlinge duels» 19:30 uur | Georgië | 0 – 1               | Spanje | Boris Paitsjadzestadion, Tbilisi Toeschouwers: 57.000 Scheidsrechter: Svein Oddvar Moen (NOR) |
| 11 september WK-kwalificatie Groep I № 612 «onderlinge duels» 19:30 uur |         | 86' Roberto Soldado |        | Boris Paitsjadzestadion, Tbilisi Toeschouwers: 57.000 Scheidsrechter: Svein Oddvar Moen (NOR) |

|                                                                       |             |                                              |        |                                                                                |
| 12 oktober WK-kwalificatie Groep I № 613 «onderlinge duels» 21:00 uur | Wit-Rusland | 0 – 4                                        | Spanje | Dinamostadion, Minsk Toeschouwers: 28.800 Scheidsrechter: Serge Gumienny (BEL) |
| 12 oktober WK-kwalificatie Groep I № 613 «onderlinge duels» 21:00 uur |             | 12' Jordi Alba 21' Pedro 69' Pedro 79' Pedro |        | Dinamostadion, Minsk Toeschouwers: 28.800 Scheidsrechter: Serge Gumienny (BEL) |

|                                                                       |                  |       |                      |                                                                                         |
| 16 oktober WK-kwalificatie Groep I № 614 «onderlinge duels» 21:00 uur | Spanje           | 1 – 1 | Frankrijk            | Estadio Vicente Calderón, Madrid Toeschouwers: 46.825 Scheidsrechter: Felix Brych (GER) |
| 16 oktober WK-kwalificatie Groep I № 614 «onderlinge duels» 21:00 uur | Sergio Ramos 25' |       | 90+4' Olivier Giroud | Estadio Vicente Calderón, Madrid Toeschouwers: 46.825 Scheidsrechter: Felix Brych (GER) |

|                                                                  |                          |       |                                                                         |                                                                                                   |
| 14 november Vriendschappelijk № 615 «onderlinge duels» 20:30 uur | Panama                   | 1 – 5 | Spanje                                                                  | Estadio Rommel Fernández, Panama-Stad Toeschouwers: 26.000 Scheidsrechter: Mauricio Morales (MEX) |
| 14 november Vriendschappelijk № 615 «onderlinge duels» 20:30 uur | Gabriel Gómez 87' (pen.) |       | 16' Pedro 30' David Villa 43' Pedro 82' Sergio Ramos 84' Markel Susaeta | Estadio Rommel Fernández, Panama-Stad Toeschouwers: 26.000 Scheidsrechter: Mauricio Morales (MEX) |

### 2013
|                                                                 |                        |       |                                       | |
| 6 februari Vriendschappelijk № 616 «onderlinge duels» 19:00 uur | Uruguay                | 1 – 3 | Spanje                                | Khalifa Internationaal Stadion, Doha Toeschouwers: 48.000 Scheidsrechter: Fahad Jaber Al-Marri (QAT) |
| 6 februari Vriendschappelijk № 616 «onderlinge duels» 19:00 uur | Cristian Rodríguez 31' |       | 15' Cesc Fábregas 51' Pedro 74' Pedro | Khalifa Internationaal Stadion, Doha Toeschouwers: 48.000 Scheidsrechter: Fahad Jaber Al-Marri (QAT) |

|                                                                     |                  |       |                 |                                                                             |
| 22 maart WK-kwalificatie Groep I № 617 «onderlinge duels» 20:45 uur | Spanje           | 1 – 1 | Finland         | El Molinón, Gijón Toeschouwers: 28.000 Scheidsrechter: Ovidiu Haţegan (ROM) |
| 22 maart WK-kwalificatie Groep I № 617 «onderlinge duels» 20:45 uur | Sergio Ramos 49' |       | 79' Teemu Pukki | El Molinón, Gijón Toeschouwers: 28.000 Scheidsrechter: Ovidiu Haţegan (ROM) |

|                                                                     |           |                     |        |                                                                                       |
| 26 maart WK-kwalificatie Groep I № 618 «onderlinge duels» 20:00 uur | Frankrijk | 0 – 1               | Spanje | Stade de France, Saint-Denis Toeschouwers: 77.000 Scheidsrechter: Viktor Kassai (HUN) |
| 26 maart WK-kwalificatie Groep I № 618 «onderlinge duels» 20:00 uur |           | 58' Pedro Rodríguez |        | Stade de France, Saint-Denis Toeschouwers: 77.000 Scheidsrechter: Viktor Kassai (HUN) |

|                                                             |                    |       |                                    |                                                                                        |
| 8 juni Vriendschappelijk № 619 «onderlinge duels» 20:00 uur | Haïti              | 1 – 2 | Spanje                             | Sun Life Stadium, Miami Gardens Toeschouwers: 36.535 Scheidsrechter: Juan Guzman (USA) |
| 8 juni Vriendschappelijk № 619 «onderlinge duels» 20:00 uur | Wilde Guerrier 75' |       | 8' Santi Cazorla 19' Cesc Fábregas | Sun Life Stadium, Miami Gardens Toeschouwers: 36.535 Scheidsrechter: Juan Guzman (USA) |

|                                                              |                                   |       |         |                                                                                  |
| 11 juni Vriendschappelijk № 620 «onderlinge duels» 21:00 uur | Spanje                            | 2 – 0 | Ierland | Yankee Stadium, New York Toeschouwers: 39.368 Scheidsrechter: Jair Marrufo (USA) |
| 11 juni Vriendschappelijk № 620 «onderlinge duels» 21:00 uur | Roberto Soldado 68' Juan Mata 88' |       |         | Yankee Stadium, New York Toeschouwers: 39.368 Scheidsrechter: Jair Marrufo (USA) |

| FIFA Confederations Cup 2013 |
| ---------------------------- |

|                                                                       |                               |       |                 |                                                                                      |
| 16 juni Confederations Cup Groep B № 621 «onderlinge duels» 19:00 uur | Spanje                        | 2 – 1 | Uruguay         | Arena Pernambuco, Recife Toeschouwers: 41.705 Scheidsrechter: Yuichi Nishimura (JPN) |
| 16 juni Confederations Cup Groep B № 621 «onderlinge duels» 19:00 uur | Pedro 20' Roberto Soldado 31' |       | 88' Luis Suárez | Arena Pernambuco, Recife Toeschouwers: 41.705 Scheidsrechter: Yuichi Nishimura (JPN) |

|                                                                       | |        |        |                                                                                                |
| 20 juni Confederations Cup Groep B № 622 «onderlinge duels» 16:00 uur | Spanje | 10 – 0 | Tahiti | Estádio do Maracanã, Rio de Janeiro Toeschouwers: 71.806 Scheidsrechter: Djamel Haimoudi (ALG) |
| 20 juni Confederations Cup Groep B № 622 «onderlinge duels» 16:00 uur | Fernando Torres 5' David Silva 31' Fernando Torres 33' David Villa 39' David Villa 49' Fernando Torres 57' David Villa 64' Juan Mata 66' Fernando Torres 78' David Silva 89' |        |        | Estádio do Maracanã, Rio de Janeiro Toeschouwers: 71.806 Scheidsrechter: Djamel Haimoudi (ALG) |

|                                                                       |         |                                                  |        |                                                                                     |
| 23 juni Confederations Cup Groep B № 623 «onderlinge duels» 16:00 uur | Nigeria | 0 – 3                                            | Spanje | Estádio Castelão, Fortaleza Toeschouwers: 51.263 Scheidsrechter: Joel Aguilar (SLV) |
| 23 juni Confederations Cup Groep B № 623 «onderlinge duels» 16:00 uur |         | 3' Jordi Alba 62' Fernando Torres 88' Jordi Alba |        | Estádio Castelão, Fortaleza Toeschouwers: 51.263 Scheidsrechter: Joel Aguilar (SLV) |

|                                                                            |                                                                                               |              | |                                                                                    |
| 27 juni Confederations Cup Halve finale № 624 «onderlinge duels» 16:00 uur | Spanje                                                                                        | 0 – 0 (n.v.) | Italië | Estádio Castelão, Fortaleza Toeschouwers: 56.083 Scheidsrechter: Howard Webb (ENG) |
| 27 juni Confederations Cup Halve finale № 624 «onderlinge duels» 16:00 uur |                                                                                               |              | | Estádio Castelão, Fortaleza Toeschouwers: 56.083 Scheidsrechter: Howard Webb (ENG) |
| 27 juni Confederations Cup Halve finale № 624 «onderlinge duels» 16:00 uur | Strafschoppen                                                                                 |              | | Estádio Castelão, Fortaleza Toeschouwers: 56.083 Scheidsrechter: Howard Webb (ENG) |
| 27 juni Confederations Cup Halve finale № 624 «onderlinge duels» 16:00 uur | Xavi Hernández Andrés Iniesta Gerard Piqué Sergio Ramos Juan Mata Sergio Busquets Jesús Navas | 7 – 6        | Antonio Candreva Alberto Aquilani Daniele De Rossi Sebastian Giovinco Andrea Pirlo Riccardo Montolivo Leonardo Bonucci | Estádio Castelão, Fortaleza Toeschouwers: 56.083 Scheidsrechter: Howard Webb (ENG) |

|                                                                      |                             |       |        |                                                                                              |
| 30 juni Confederations Cup Finale № 625 «onderlinge duels» 19:00 uur | Brazilië                    | 3 – 0 | Spanje | Estádio do Maracanã, Rio de Janeiro Toeschouwers: 73.531 Scheidsrechter: Björn Kuipers (NED) |
| 30 juni Confederations Cup Finale № 625 «onderlinge duels» 19:00 uur | Fred 2' Neymar 44' Fred 48' |       |        | Estádio do Maracanã, Rio de Janeiro Toeschouwers: 73.531 Scheidsrechter: Björn Kuipers (NED) |

|  |  |  |  |  |  |  |  |  |

|                                                                  |         |                                      |        |                                                                                                |
| 14 augustus Vriendschappelijk № 626 «onderlinge duels» 21:00 uur | Ecuador | 0 – 2                                | Spanje | Monumental Banco Pichincha, Guayaquil Toeschouwers: 45.000 Scheidsrechter: Wilmar Roldán (COL) |
| 14 augustus Vriendschappelijk № 626 «onderlinge duels» 21:00 uur |         | 25' Álvaro Negredo 63' Santi Cazorla |        | Monumental Banco Pichincha, Guayaquil Toeschouwers: 45.000 Scheidsrechter: Wilmar Roldán (COL) |

|                                                                        |         |                                   |        |                                                                                |
| 6 september WK-kwalificatie Groep I № 627 «onderlinge duels» 20:30 uur | Finland | 0 – 2                             | Spanje | Olympiastadion, Helsinki Toeschouwers: 35.000 Scheidsrechter: Ivan Bebek (CRO) |
| 6 september WK-kwalificatie Groep I № 627 «onderlinge duels» 20:30 uur |         | 18' Jordi Alba 86' Álvaro Negredo |        | Olympiastadion, Helsinki Toeschouwers: 35.000 Scheidsrechter: Ivan Bebek (CRO) |

|                                                                   |                                       |       |                                      |                                                                                   |
| 10 september Vriendschappelijk № 628 «onderlinge duels» 20:00 uur | Spanje                                | 2 – 2 | Chili                                | Stade de Genève, Lancy Toeschouwers: 15.000 Scheidsrechter: Adrien Jaccotet (SUI) |
| 10 september Vriendschappelijk № 628 «onderlinge duels» 20:00 uur | Roberto Soldado 39' Jesús Navas 90+2' |       | 5' Eduardo Vargas 44' Eduardo Vargas | Stade de Genève, Lancy Toeschouwers: 15.000 Scheidsrechter: Adrien Jaccotet (SUI) |

|                                                                       |                                       |       |                       |                                                                                |
| 11 oktober WK-kwalificatie Groep I № 629 «onderlinge duels» 21:00 uur | Spanje                                | 2 – 1 | Wit-Rusland           | Iberostar Estadi, Palma Toeschouwers: 23.142 Scheidsrechter: Bas Nijhuis (NED) |
| 11 oktober WK-kwalificatie Groep I № 629 «onderlinge duels» 21:00 uur | Xavi Hernández 61' Álvaro Negredo 78' |       | 89' Sergej Kornilenko | Iberostar Estadi, Palma Toeschouwers: 23.142 Scheidsrechter: Bas Nijhuis (NED) |

|                                                             |                                  |       |         |                                                                                            |
| 15 oktober WK-kwalificatie Groep I № 630 «onderlinge duels» | Spanje                           | 2 – 0 | Georgië | Estadio Carlos Belmonte, Albacete Toeschouwers: 16.133 Scheidsrechter: Florian Meyer (GER) |
| 15 oktober WK-kwalificatie Groep I № 630 «onderlinge duels» | Álvaro Negredo 26' Juan Mata 61' |       |         | Estadio Carlos Belmonte, Albacete Toeschouwers: 16.133 Scheidsrechter: Florian Meyer (GER) |

|                                                                  |                    |       |                                |                                                                                                |
| 16 november Vriendschappelijk № 631 «onderlinge duels» 21:00 uur | Equatoriaal-Guinea | 1 – 2 | Spanje                         | Nuevo Estadio de Malabo, Malabo Toeschouwers: 13.500 Scheidsrechter: Joaquín Esono Eyang (EQU) |
| 16 november Vriendschappelijk № 631 «onderlinge duels» 21:00 uur | Jimmy Bermúdez 35' |       | 13' Santi Cazorla 43' Juanfran | Nuevo Estadio de Malabo, Malabo Toeschouwers: 13.500 Scheidsrechter: Joaquín Esono Eyang (EQU) |

|                                                                  |                    |       |        |                                                                                  |
| 19 november Vriendschappelijk № 632 «onderlinge duels» 20:00 uur | Zuid-Afrika        | 1 – 0 | Spanje | Soccer City, Johannesburg Toeschouwers: 36.000 Scheidsrechter: Osiase Koto (LES) |
| 19 november Vriendschappelijk № 632 «onderlinge duels» 20:00 uur | Bernard Parker 56' |       |        | Soccer City, Johannesburg Toeschouwers: 36.000 Scheidsrechter: Osiase Koto (LES) |

### 2014
|                                                              |                     |       |        |                                                                                              |
| 5 maart Vriendschappelijk № 633 «onderlinge duels» 21:15 uur | Spanje              | 1 – 0 | Italië | Estadio Vicente Calderón, Madrid Toeschouwers: 35.000 Scheidsrechter: Jevhen Aranovsky (UKR) |
| 5 maart Vriendschappelijk № 633 «onderlinge duels» 21:15 uur | Pedro Rodríguez 63' |       |        | Estadio Vicente Calderón, Madrid Toeschouwers: 35.000 Scheidsrechter: Jevhen Aranovsky (UKR) |

|                                                             |                                               |       |         |                                                                                                 |
| 30 mei Vriendschappelijk № 634 «onderlinge duels» 21:00 uur | Spanje                                        | 2 – 0 | Bolivia | Estadio Ramón Sánchez Pizjuán, Sevilla Toeschouwers: 35.000 Scheidsrechter: Lorenc Jemini (ALB) |
| 30 mei Vriendschappelijk № 634 «onderlinge duels» 21:00 uur | Fernando Torres 51' (pen.) Andrés Iniesta 84' |       |         | Estadio Ramón Sánchez Pizjuán, Sevilla Toeschouwers: 35.000 Scheidsrechter: Lorenc Jemini (ALB) |

|                                                             |             |                                 |        |                                                                                          |
| 7 juni Vriendschappelijk № 635 «onderlinge duels» 20:00 uur | El Salvador | 0 – 2                           | Spanje | FedEx Field, Washington D.C. Toeschouwers: 50.000 Scheidsrechter: Baldomero Toledo (USA) |
| 7 juni Vriendschappelijk № 635 «onderlinge duels» 20:00 uur |             | 60' David Villa 88' David Villa |        | FedEx Field, Washington D.C. Toeschouwers: 50.000 Scheidsrechter: Baldomero Toledo (USA) |

| WK voetbal 2014 |
| --------------- |

|                                                            |                        |       |                                                                                                |                                                                                               |
| 13 juni WK 2014 Groep B № 636 «onderlinge duels» 21:00 uur | Spanje                 | 1 – 5 | Nederland                                                                                      | Itaipava Arena Fonte Nova, Salvador Toeschouwers: 48.173 Scheidsrechter: Nicola Rizzoli (ITA) |
| 13 juni WK 2014 Groep B № 636 «onderlinge duels» 21:00 uur | Xabi Alonso 27' (pen.) |       | 44' Robin van Persie 53' Arjen Robben 65' Stefan de Vrij 72' Robin van Persie 80' Arjen Robben | Itaipava Arena Fonte Nova, Salvador Toeschouwers: 48.173 Scheidsrechter: Nicola Rizzoli (ITA) |

|                                                            |        |                                         |       |                                                                                 |
| 18 juni WK 2014 Groep B № 637 «onderlinge duels» 21:00 uur | Spanje | 0 – 2                                   | Chili | Maracanã, Rio de Janeiro Toeschouwers: 74.101 Scheidsrechter: Mark Geiger (USA) |
| 18 juni WK 2014 Groep B № 637 «onderlinge duels» 21:00 uur |        | 20' Eduardo Vargas 43' Charles Aránguiz |       | Maracanã, Rio de Janeiro Toeschouwers: 74.101 Scheidsrechter: Mark Geiger (USA) |

|                                                            |           |                                                   |        |                                                                                       |
| 23 juni WK 2014 Groep B № 638 «onderlinge duels» 18:00 uur | Australië | 0 – 3                                             | Spanje | Arena da Baixada, Curitiba Toeschouwers: 39.375 Scheidsrechter: Nawaf Shukralla (BHR) |
| 23 juni WK 2014 Groep B № 638 «onderlinge duels» 18:00 uur |           | 36' David Villa 69' Fernando Torres 82' Juan Mata |        | Arena da Baixada, Curitiba Toeschouwers: 39.375 Scheidsrechter: Nawaf Shukralla (BHR) |

|  |  |  |  |  |  |  |  |  |

|                                                        |               |       |        |                                                                                     |
| 4 september Vriendschappelijk № 639 «onderlinge duels» | Frankrijk     | 1 – 0 | Spanje | Stade de France, Saint-Denis Toeschouwers: 79.132 Scheidsrechter: Alain Bieri (SUI) |
| 4 september Vriendschappelijk № 639 «onderlinge duels» | Loïc Rémy 73' |       |        | Stade de France, Saint-Denis Toeschouwers: 79.132 Scheidsrechter: Alain Bieri (SUI) |

|                                                              | |       |                         | |
| 8 september EK-kwalificatie Groep C № 640 «onderlinge duels» | Spanje                                                                                               | 5 – 1 | Macedonië               | Estadio Ciudad de Valencia, Valencia Toeschouwers: 16.000 Scheidsrechter: Anastasios Sidiropoulos (GRE) |
| 8 september EK-kwalificatie Groep C № 640 «onderlinge duels» | Sergio Ramos 16' (pen.) Paco Alcácer 17' Sergio Busquets 45+3' David Silva 50' Pedro Rodríguez 90+1' |       | 28' (pen.) Agim Ibraimi | Estadio Ciudad de Valencia, Valencia Toeschouwers: 16.000 Scheidsrechter: Anastasios Sidiropoulos (GRE) |

|                                                                      |                                    |       |                  |                                                                                    |
| 9 oktober EK-kwalificatie Groep C № 641 «onderlinge duels» 20:45 uur | Slowakije                          | 2 – 1 | Spanje           | Štadión pod Dubňom, Žilina Toeschouwers: 9.478 Scheidsrechter: Björn Kuipers (NED) |
| 9 oktober EK-kwalificatie Groep C № 641 «onderlinge duels» 20:45 uur | Juraj Kucka 17' Miroslav Stoch 87' |       | 82' Paco Alcácer | Štadión pod Dubňom, Žilina Toeschouwers: 9.478 Scheidsrechter: Björn Kuipers (NED) |

|                                                               |           |                                                                  |        |                                                                                   |
| 12 oktober EK-kwalificatie № 642 «onderlinge duels» 20:45 uur | Luxemburg | 0 – 4                                                            | Spanje | Stade Josy Barthel, Luxemburg Toeschouwers: 7.800 Scheidsrechter: Paweł Gil (POL) |
| 12 oktober EK-kwalificatie № 642 «onderlinge duels» 20:45 uur |           | 27' David Silva 42' Paco Alcácer 69' Diego Costa 88' Juan Bernat |        | Stade Josy Barthel, Luxemburg Toeschouwers: 7.800 Scheidsrechter: Paweł Gil (POL) |

|                                                              |                                                  |       |             |                                                                                        |
| 15 november EK-kwalificatie Groep C № 643 «onderlinge duels» | Spanje                                           | 3 – 0 | Wit-Rusland | Estadio Nuevo Colombino, Huelva Toeschouwers: 19.249 Scheidsrechter: Kenn Hansen (DEN) |
| 15 november EK-kwalificatie Groep C № 643 «onderlinge duels» | Isco 18' Sergio Busquets 19' Pedro Rodríguez 55' |       |             | Estadio Nuevo Colombino, Huelva Toeschouwers: 19.249 Scheidsrechter: Kenn Hansen (DEN) |

|                                                        |        |                |           |                                                                                      |
| 18 november Vriendschappelijk № 644 «onderlinge duels» | Spanje | 0 – 1          | Duitsland | Estadio Balaídos, Vigo Toeschouwers: 20.900 Scheidsrechter: Stefan Johannesson (SWE) |
| 18 november Vriendschappelijk № 644 «onderlinge duels» |        | 89' Toni Kroos |           | Estadio Balaídos, Vigo Toeschouwers: 20.900 Scheidsrechter: Stefan Johannesson (SWE) |

### 2015
|                                                                     |                   |       |          |                                                                                                |
| 27 maart EK-kwalificatie Groep C № 645 «onderlinge duels» 20:45 uur | Spanje            | 1 – 0 | Oekraïne | Estadio Ramón Sánchez Pizjuán, Sevilla Toeschouwers: 35.000 Scheidsrechter: Cüneyt Çakır (TUR) |
| 27 maart EK-kwalificatie Groep C № 645 «onderlinge duels» 20:45 uur | Álvaro Morata 28' |       |          | Estadio Ramón Sánchez Pizjuán, Sevilla Toeschouwers: 35.000 Scheidsrechter: Cüneyt Çakır (TUR) |

|                                                               |                                      |       |        |                                                                                      |
| 31 maart Vriendschappelijk № 646 «onderlinge duels» 20:45 uur | Nederland                            | 2 – 0 | Spanje | Amsterdam ArenA, Amsterdam Toeschouwers: 51.500 Scheidsrechter: William Collum (SCO) |
| 31 maart Vriendschappelijk № 646 «onderlinge duels» 20:45 uur | Stefan de Vrij 13' Davy Klaassen 16' |       |        | Amsterdam ArenA, Amsterdam Toeschouwers: 51.500 Scheidsrechter: William Collum (SCO) |

|                                                              |                                   |       |                  |                                                                                       |
| 11 juni Vriendschappelijk № 647 «onderlinge duels» 22:00 uur | Spanje                            | 2 – 1 | Costa Rica       | Estadio Reino de León, León Toeschouwers: 13.000 Scheidsrechter: Domagoj Vučkov (CRO) |
| 11 juni Vriendschappelijk № 647 «onderlinge duels» 22:00 uur | Paco Alcácer 8' Cesc Fàbregas 30' |       | 6' Johan Venegas | Estadio Reino de León, León Toeschouwers: 13.000 Scheidsrechter: Domagoj Vučkov (CRO) |

|                                                                    |             |                         |        |                                                                                        |
| 14 juni EK-kwalificatie Groep C № 648 «onderlinge duels» 20:45 uur | Wit-Rusland | 0 – 1                   | Spanje | Borisov Arena, Borisov Toeschouwers: 13.121 Scheidsrechter: Robert Schörgenhofer (AUT) |
| 14 juni EK-kwalificatie Groep C № 648 «onderlinge duels» 20:45 uur |             | 45' David Jiménez Silva |        | Borisov Arena, Borisov Toeschouwers: 13.121 Scheidsrechter: Robert Schörgenhofer (AUT) |

|                                                                        |                                         |       |           |                                                                                          |
| 5 september EK-kwalificatie Groep C № 649 «onderlinge duels» 20:45 uur | Spanje                                  | 2 – 0 | Slowakije | Estadio Carlos Tartiere, Oviedo Toeschouwers: 24.000 Scheidsrechter: Damir Skomina (SLO) |
| 5 september EK-kwalificatie Groep C № 649 «onderlinge duels» 20:45 uur | Jordi Alba 5' Andrés Iniesta 30' (pen.) |       |           | Estadio Carlos Tartiere, Oviedo Toeschouwers: 24.000 Scheidsrechter: Damir Skomina (SLO) |

|                                                                        |           |                         |        |                                                                                      |
| 8 september EK-kwalificatie Groep C № 650 «onderlinge duels» 20:45 uur | Macedonië | 0 – 1                   | Spanje | Philip II Arena, Skopje Toeschouwers: 30.000 Scheidsrechter: Paolo Tagliavento (ITA) |
| 8 september EK-kwalificatie Groep C № 650 «onderlinge duels» 20:45 uur |           | 8' (e.d.) Tome Pačovski |        | Philip II Arena, Skopje Toeschouwers: 30.000 Scheidsrechter: Paolo Tagliavento (ITA) |

|                                                                      |                                                                       |       |           |                                                                                             |
| 9 oktober EK-kwalificatie Groep C № 651 «onderlinge duels» 20:45 uur | Spanje                                                                | 4 – 0 | Luxemburg | Estadio Las Gaunas, Logroño Toeschouwers: 16.000 Scheidsrechter: Sébastien Delferière (BEL) |
| 9 oktober EK-kwalificatie Groep C № 651 «onderlinge duels» 20:45 uur | Santi Cazorla 42' Paco Alcácer 67' Paco Alcácer 80' Santi Cazorla 85' |       |           | Estadio Las Gaunas, Logroño Toeschouwers: 16.000 Scheidsrechter: Sébastien Delferière (BEL) |

|                                                                       |          |                  |        |                                                                                |
| 12 oktober EK-kwalificatie Groep C № 652 «onderlinge duels» 20:45 uur | Oekraïne | 0 – 1            | Spanje | NSK Olimpiejsky, Kiev Toeschouwers: 61.248 Scheidsrechter: Milorad Mažić (SRB) |
| 12 oktober EK-kwalificatie Groep C № 652 «onderlinge duels» 20:45 uur |          | 21' Mario Gaspar |        | NSK Olimpiejsky, Kiev Toeschouwers: 61.248 Scheidsrechter: Milorad Mažić (SRB) |

|                                                                  |                                    |       |          |                                                                                              |
| 13 november Vriendschappelijk № 653 «onderlinge duels» 20:45 uur | Spanje                             | 2 – 0 | Engeland | Estadio José Rico Pérez, Alicante Toeschouwers: 25.300 Scheidsrechter: Paolo Mazzoleni (ITA) |
| 13 november Vriendschappelijk № 653 «onderlinge duels» 20:45 uur | Mario Gaspar 72' Santi Cazorla 84' |       |          | Estadio José Rico Pérez, Alicante Toeschouwers: 25.300 Scheidsrechter: Paolo Mazzoleni (ITA) |

### 2016
|                                                               |                     |       |                  |                                                                               |
| 24 maart Vriendschappelijk № 654 «onderlinge duels» 20:45 uur | Italië              | 1 – 1 | Spanje           | Stadio Friuli, Udine Toeschouwers: 23.300 Scheidsrechter: Deniz Aytekin (GER) |
| 24 maart Vriendschappelijk № 654 «onderlinge duels» 20:45 uur | Lorenzo Insigne 68' |       | 70' Aritz Aduriz | Stadio Friuli, Udine Toeschouwers: 23.300 Scheidsrechter: Deniz Aytekin (GER) |

|                                                               |          |       |        |                                                                                 |
| 27 maart Vriendschappelijk № 655 «onderlinge duels» 20:45 uur | Roemenië | 0 – 0 | Spanje | Cluj Arena, Cluj-Napoca Toeschouwers: 28.000 Scheidsrechter: Ruddy Buquet (FRA) |
| 27 maart Vriendschappelijk № 655 «onderlinge duels» 20:45 uur |          |       |        | Cluj Arena, Cluj-Napoca Toeschouwers: 28.000 Scheidsrechter: Ruddy Buquet (FRA) |

|                                                   |                 |       |                                             |                                                                                     |
| 29 mei Vriendschappelijk № 656 «onderlinge duels» | Bosnië en Herz. | 1 – 3 | Spanje                                      | AFG Arena, Sankt Gallen Toeschouwers: 17.000 Scheidsrechter: Stephan Klossner (SUI) |
| 29 mei Vriendschappelijk № 656 «onderlinge duels» | Emir Spahić 29' |       | 11' Nolito 18' Nolito 90+4' Pedro Rodríguez | AFG Arena, Sankt Gallen Toeschouwers: 17.000 Scheidsrechter: Stephan Klossner (SUI) |

|                                                   |                |       |                                                                                             |                                                                                    |
| 1 juni Vriendschappelijk № 657 «onderlinge duels» | Zuid-Korea     | 1 – 6 | Spanje                                                                                      | Red Bull Arena, Salzburg Toeschouwers: 31.800 Scheidsrechter: Harald Lechner (AUT) |
| 1 juni Vriendschappelijk № 657 «onderlinge duels» | Ju Se-jong 82' |       | 30' David Silva 32' Cesc Fàbregas 38' Nolito 50' Álvaro Morata 54' Nolito 89' Álvaro Morata | Red Bull Arena, Salzburg Toeschouwers: 31.800 Scheidsrechter: Harald Lechner (AUT) |

|                                                   |        |                         |         | |
| 7 juni Vriendschappelijk № 658 «onderlinge duels» | Spanje | 0 – 1                   | Georgië | Coliseum Alfonso Pérez, Getafe Toeschouwers: 14.650 Scheidsrechter: Vilhjálmur Alvar Þórarinsson (ISL) |
| 7 juni Vriendschappelijk № 658 «onderlinge duels» |        | 40' Tornike Okriasjvili |         | Coliseum Alfonso Pérez, Getafe Toeschouwers: 14.650 Scheidsrechter: Vilhjálmur Alvar Þórarinsson (ISL) |

| EK 2016 |
| ------- |

|                                                            |                  |       |          |                                                                                         |
| 13 juni EK 2016 Groep D № 659 «onderlinge duels» 15:00 uur | Spanje           | 1 – 0 | Tsjechië | Stadium Municipal, Toulouse Toeschouwers: 29.400 Scheidsrechter: Szymon Marciniak (POL) |
| 13 juni EK 2016 Groep D № 659 «onderlinge duels» 15:00 uur | Gerard Piqué 87' |       |          | Stadium Municipal, Toulouse Toeschouwers: 29.400 Scheidsrechter: Szymon Marciniak (POL) |

|                                                            |                                                |       |         |                                                                                |
| 17 juni EK 2016 Groep D № 660 «onderlinge duels» 21:00 uur | Spanje                                         | 3 – 0 | Turkije | Allianz Riviera, Nice Toeschouwers: 33.409 Scheidsrechter: Milorad Mažić (SRB) |
| 17 juni EK 2016 Groep D № 660 «onderlinge duels» 21:00 uur | Álvaro Morata 34' Nolito 37' Álvaro Morata 48' |       |         | Allianz Riviera, Nice Toeschouwers: 33.409 Scheidsrechter: Milorad Mažić (SRB) |

|                                                            |                                     |       |                  |                                                                                           |
| 21 juni EK 2016 Groep D № 661 «onderlinge duels» 21:00 uur | Kroatië                             | 2 – 1 | Spanje           | Nouveau Stade Bordeaux, Bordeaux Toeschouwers: 37.245 Scheidsrechter: Björn Kuipers (NED) |
| 21 juni EK 2016 Groep D № 661 «onderlinge duels» 21:00 uur | Nikola Kalinić 45' Ivan Perišić 87' |       | 7' Álvaro Morata | Nouveau Stade Bordeaux, Bordeaux Toeschouwers: 37.245 Scheidsrechter: Björn Kuipers (NED) |

|                                                                   |                                            |       |        |                                                                                      |
| 27 juni EK 2016 Achtste finale № 662 «onderlinge duels» 18:00 uur | Italië                                     | 2 – 0 | Spanje | Stade de France, Saint-Denis Toeschouwers: 76.165 Scheidsrechter: Cüneyt Çakır (TUR) |
| 27 juni EK 2016 Achtste finale № 662 «onderlinge duels» 18:00 uur | Giorgio Chiellini 33' Graziano Pellè 90+1' |       |        | Stade de France, Saint-Denis Toeschouwers: 76.165 Scheidsrechter: Cüneyt Çakır (TUR) |

|  |  |  |  |  |  |  |  |  |

|                                                                  |        |                                        |        |                                                                                            |
| 1 september Vriendschappelijk № 663 «onderlinge duels» 20:45 uur | België | 0 – 2                                  | Spanje | Koning Boudewijnstadion, Brussel Toeschouwers: 38.000 Scheidsrechter: Benoît Bastien (FRA) |
| 1 september Vriendschappelijk № 663 «onderlinge duels» 20:45 uur |        | 34' David Silva 62' (pen.) David Silva |        | Koning Boudewijnstadion, Brussel Toeschouwers: 38.000 Scheidsrechter: Benoît Bastien (FRA) |

|                                                                        | |       |               |                                                                                        |
| 5 september WK-kwalificatie Groep G № 664 «onderlinge duels» 20:45 uur | Spanje | 8 – 0 | Liechtenstein | Estadio Reino de León, León Toeschouwers: 11.000 Scheidsrechter: Simon Lee Evans (WAL) |
| 5 september WK-kwalificatie Groep G № 664 «onderlinge duels» 20:45 uur | Diego Costa 10' Sergi Roberto 55' David Silva 59' Vitolo 60' Diego Costa 66' Álvaro Morata 82' Álvaro Morata 83' David Silva 90+1' |       |               | Estadio Reino de León, León Toeschouwers: 11.000 Scheidsrechter: Simon Lee Evans (WAL) |

|                                                                      |                             |       |            |                                                                                 |
| 6 oktober WK-kwalificatie Groep G № 665 «onderlinge duels» 20:45 uur | Italië                      | 1 – 1 | Spanje     | Juventus Stadium, Turijn Toeschouwers: 38.470 Scheidsrechter: Felix Brych (GER) |
| 6 oktober WK-kwalificatie Groep G № 665 «onderlinge duels» 20:45 uur | Daniele De Rossi 82' (pen.) |       | 55' Vitolo | Juventus Stadium, Turijn Toeschouwers: 38.470 Scheidsrechter: Felix Brych (GER) |

|                                                                      |         |                            |        |                                                                                    |
| 9 oktober WK-kwalificatie Groep G № 666 «onderlinge duels» 20:45 uur | Albanië | 0 – 2                      | Spanje | Loro Boriçistadion, Shkodër Toeschouwers: 15.900 Scheidsrechter: Bas Nijhuis (NED) |
| 9 oktober WK-kwalificatie Groep G № 666 «onderlinge duels» 20:45 uur |         | 55' Diego Costa 63' Nolito |        | Loro Boriçistadion, Shkodër Toeschouwers: 15.900 Scheidsrechter: Bas Nijhuis (NED) |

|                                                                        |                                                                          |       |           | |
| 12 november WK-kwalificatie Groep G № 667 «onderlinge duels» 20:45 uur | Spanje                                                                   | 4 – 0 | Macedonië | Estadio Nuevo Los Cármenes, Granada Toeschouwers: 16.622 Scheidsrechter: Robert Schörgenhofer (AUT) |
| 12 november WK-kwalificatie Groep G № 667 «onderlinge duels» 20:45 uur | Darko Velkovski 34' (e.d.) Vitolo 63' Nacho Monreal 84' Aritz Aduriz 85' |       |           | Estadio Nuevo Los Cármenes, Granada Toeschouwers: 16.622 Scheidsrechter: Robert Schörgenhofer (AUT) |

|                                                                  |                                 |       |                           |                                                                                   |
| 15 november Vriendschappelijk № 668 «onderlinge duels» 21:00 uur | Engeland                        | 2 – 2 | Spanje                    | Wembley Stadium, Londen Toeschouwers: 83.716 Scheidsrechter: Ovidiu Haţegan (ROM) |
| 15 november Vriendschappelijk № 668 «onderlinge duels» 21:00 uur | Adam Lallana 9' Jamie Vardy 48' |       | 89' Iago Aspas 90+6' Isco | Wembley Stadium, Londen Toeschouwers: 83.716 Scheidsrechter: Ovidiu Haţegan (ROM) |

### 2017
|                                                                     |                                                       |       |                   |                                                                             |
| 24 maart WK-kwalificatie Groep G № 669 «onderlinge duels» 20:45 uur | Spanje                                                | 4 – 1 | Israël            | El Molinón, Gijón Toeschouwers: 20.321 Scheidsrechter: Michael Oliver (ENG) |
| 24 maart WK-kwalificatie Groep G № 669 «onderlinge duels» 20:45 uur | David Silva 13' Vitolo 45+1' Diego Costa 51' Isco 88' |       | 76' Lior Refaelov | El Molinón, Gijón Toeschouwers: 20.321 Scheidsrechter: Michael Oliver (ENG) |

|                                                               |           |                                            |        |                                                                                      |
| 28 maart Vriendschappelijk № 670 «onderlinge duels» 20:45 uur | Frankrijk | 0 – 2                                      | Spanje | Stade de France, Saint-Denis Toeschouwers: 79.000 Scheidsrechter: Felix Zwayer (GER) |
| 28 maart Vriendschappelijk № 670 «onderlinge duels» 20:45 uur |           | 68' (pen.) David Silva 77' Gerard Deulofeu |        | Stade de France, Saint-Denis Toeschouwers: 79.000 Scheidsrechter: Felix Zwayer (GER) |

|                                                             |                                   |       |                                      |                                                                                          |
| 7 juni Vriendschappelijk № 671 «onderlinge duels» 21:30 uur | Spanje                            | 2 – 2 | Colombia                             | Estadio Nueva Condomina, Murcia Toeschouwers: 31.000 Scheidsrechter: Slavko Vinčić (SLO) |
| 7 juni Vriendschappelijk № 671 «onderlinge duels» 21:30 uur | David Silva 22' Álvaro Morata 87' |       | 40' Edwin Cardona 55' Radamel Falcao | Estadio Nueva Condomina, Murcia Toeschouwers: 31.000 Scheidsrechter: Slavko Vinčić (SLO) |

|                                                                    |                      |       |                                 |                                                                            |
| 11 juni WK-kwalificatie Groep G № 672 «onderlinge duels» 20:45 uur | Macedonië            | 1 – 2 | Spanje                          | Telekom Arena, Skopje Toeschouwers: 15.000 Scheidsrechter: Paweł Gil (POL) |
| 11 juni WK-kwalificatie Groep G № 672 «onderlinge duels» 20:45 uur | Stefan Ristovski 66' |       | 22' David Silva 27' Diego Costa | Telekom Arena, Skopje Toeschouwers: 15.000 Scheidsrechter: Paweł Gil (POL) |

|                                                                        |                                     |       |        |                                                                                            |
| 2 september WK-kwalificatie Groep G № 673 «onderlinge duels» 20:45 uur | Spanje                              | 3 – 0 | Italië | Estadio Santiago Bernabéu, Madrid Toeschouwers: 73.628 Scheidsrechter: Björn Kuipers (NED) |
| 2 september WK-kwalificatie Groep G № 673 «onderlinge duels» 20:45 uur | Isco 13' Isco 40' Álvaro Morata 77' |       |        | Estadio Santiago Bernabéu, Madrid Toeschouwers: 73.628 Scheidsrechter: Björn Kuipers (NED) |

|                                                                        |               | |        |                                                                                   |
| 5 september WK-kwalificatie Groep G № 674 «onderlinge duels» 20:45 uur | Liechtenstein | 0 – 8 | Spanje | Rheinparkstadion, Vaduz Toeschouwers: 5.864 Scheidsrechter: Ivajlo Stojanov (BUL) |
| 5 september WK-kwalificatie Groep G № 674 «onderlinge duels» 20:45 uur |               | 3' Sergio Ramos 15' Álvaro Morata 16' Isco 39' David Silva 51' Iago Aspas 54' Álvaro Morata 63' Iago Aspas 89' (e.d.) Maximilian Göppel |        | Rheinparkstadion, Vaduz Toeschouwers: 5.864 Scheidsrechter: Ivajlo Stojanov (BUL) |

|                                                                      |                                           |       |         |                                                                                             |
| 6 oktober WK-kwalificatie Groep G № 675 «onderlinge duels» 20:45 uur | Spanje                                    | 3 – 0 | Albanië | Estadio José Rico Pérez, Alicante Toeschouwers: 25.397 Scheidsrechter: Aleksej Jeskov (RUS) |
| 6 oktober WK-kwalificatie Groep G № 675 «onderlinge duels» 20:45 uur | Rodrigo 16' Isco 23' Thiago Alcântara 26' |       |         | Estadio José Rico Pérez, Alicante Toeschouwers: 25.397 Scheidsrechter: Aleksej Jeskov (RUS) |

|                                                                      |        |                        |        |                                                                                  |
| 9 oktober WK-kwalificatie Groep G № 676 «onderlinge duels» 20:45 uur | Israël | 0 – 1                  | Spanje | Teddystadion, Jeruzalem Toeschouwers: 28.700 Scheidsrechter: Craig Thomson (SCO) |
| 9 oktober WK-kwalificatie Groep G № 676 «onderlinge duels» 20:45 uur |        | 76' Asier Illarramendi |        | Teddystadion, Jeruzalem Toeschouwers: 28.700 Scheidsrechter: Craig Thomson (SCO) |

|                                                                  |                                                                                    |       |            |                                                                                                |
| 11 november Vriendschappelijk № 677 «onderlinge duels» 21:30 uur | Spanje                                                                             | 5 – 0 | Costa Rica | Estadio La Rosaleda, Málaga Toeschouwers: 29.300 Scheidsrechter: Anastasios Sidiropoulos (GRE) |
| 11 november Vriendschappelijk № 677 «onderlinge duels» 21:30 uur | Jordi Alba 6' Álvaro Morata 23' David Silva 51' David Silva 55' Andrés Iniesta 73' |       |            | Estadio La Rosaleda, Málaga Toeschouwers: 29.300 Scheidsrechter: Anastasios Sidiropoulos (GRE) |

|                                                                  |                                                             |       |                                                               |                                                                                               |
| 14 november Vriendschappelijk № 678 «onderlinge duels» 20:45 uur | Rusland                                                     | 3 – 3 | Spanje                                                        | Krestovskistadion, Sint-Petersburg Toeschouwers: 45.480 Scheidsrechter: Gianluca Rocchi (ITA) |
| 14 november Vriendschappelijk № 678 «onderlinge duels» 20:45 uur | Fjodor Smolov 41' Aleksej Mirantsjoek 51' Fjodor Smolov 70' |       | 9' Jordi Alba 35' (pen.) Sergio Ramos 53' (pen.) Sergio Ramos | Krestovskistadion, Sint-Petersburg Toeschouwers: 45.480 Scheidsrechter: Gianluca Rocchi (ITA) |

### 2018
|                                                               |                   |       |                   |                                                                                    |
| 23 maart Vriendschappelijk № 679 «onderlinge duels» 20:45 uur | Duitsland         | 1 – 1 | Spanje            | ESPRIT arena, Dusseldorf Toeschouwers: 50.653 Scheidsrechter: William Collum (SCO) |
| 23 maart Vriendschappelijk № 679 «onderlinge duels» 20:45 uur | Thomas Müller 35' |       | 6' Rodrigo Moreno | ESPRIT arena, Dusseldorf Toeschouwers: 50.653 Scheidsrechter: William Collum (SCO) |

|                                                               |                                                                                |       |                      |                                                                                       |
| 27 maart Vriendschappelijk № 680 «onderlinge duels» 21:30 uur | Spanje                                                                         | 6 – 1 | Argentinië           | Wanda Metropolitano, Madrid Toeschouwers: 65.541 Scheidsrechter: Anthony Taylor (ENG) |
| 27 maart Vriendschappelijk № 680 «onderlinge duels» 21:30 uur | Diego Costa 12' Isco 27' Isco 52' Thiago Alcântara 55' Iago Aspas 73' Isco 74' |       | 39' Nicolás Otamendi | Wanda Metropolitano, Madrid Toeschouwers: 65.541 Scheidsrechter: Anthony Taylor (ENG) |

|                                                             |        |       |             |                                                                                             |
| 3 juni Vriendschappelijk № 681 «onderlihge duels» 21:00 uur | Spanje | 1 – 1 | Zwitserland | Estadio de la Cerámica, Villarreal Toeschouwers: 23.500 Scheidsrechter: István Kovács (ROM) |
| 3 juni Vriendschappelijk № 681 «onderlihge duels» 21:00 uur |        |       |             | Estadio de la Cerámica, Villarreal Toeschouwers: 23.500 Scheidsrechter: István Kovács (ROM) |

|                                                             |         |                |        |                                                                                    |
| 9 juni Vriendschappelijk № 682 «onderlinge duels» 20:45 uur | Tunesië | 0 – 1          | Spanje | Krasnodarstadion, Krasnodar Toeschouwers: 33.116 Scheidsrechter: Bas Nijhuis (NED) |
| 9 juni Vriendschappelijk № 682 «onderlinge duels» 20:45 uur |         | 84' Iago Aspas |        | Krasnodarstadion, Krasnodar Toeschouwers: 33.116 Scheidsrechter: Bas Nijhuis (NED) |

| WK voetbal 2018 |
| --------------- |

|                                                                    |                                                                         |       |                                           |                                                                                            |
| 15 juni WK 2018 Groep B № 683 «onderlinge duels» 20:00 uur (UTC+3) | Portugal                                                                | 3 – 3 | Spanje                                    | Olympisch Stadion Fisjt, Sotsji Toeschouwers: 43.866 Scheidsrechter: Gianluca Rocchi (ITA) |
| 15 juni WK 2018 Groep B № 683 «onderlinge duels» 20:00 uur (UTC+3) | Cristiano Ronaldo 4' (pen.) Cristiano Ronaldo 44' Cristiano Ronaldo 88' |       | 24' Diego Costa 55' Diego Costa 58' Nacho | Olympisch Stadion Fisjt, Sotsji Toeschouwers: 43.866 Scheidsrechter: Gianluca Rocchi (ITA) |

|                                                                    |      |                 |        |                                                                            |
| 20 juni WK 2018 Groep B № 684 «onderlinge duels» 20:00 uur (UTC+3) | Iran | 0 – 1           | Spanje | Kazan Arena, Kazan Toeschouwers: 42.718 Scheidsrechter: Andrés Cunha (URU) |
| 20 juni WK 2018 Groep B № 684 «onderlinge duels» 20:00 uur (UTC+3) |      | 54' Diego Costa |        | Kazan Arena, Kazan Toeschouwers: 42.718 Scheidsrechter: Andrés Cunha (URU) |

|                                                                    |                           |       |                                          |                                                                                       |
| 25 juni WK 2018 Groep B № 685 «onderlinge duels» 20:00 uur (UTC+2) | Spanje                    | 2 – 2 | Marokko                                  | Arena Baltika, Kaliningrad Toeschouwers: 33.973 Scheidsrechter: Ravshan Irmatov (UZB) |
| 25 juni WK 2018 Groep B № 685 «onderlinge duels» 20:00 uur (UTC+2) | Isco 19' Iago Aspas 90+1' |       | 14' Khalid Boutaïb 81' Youssef En-Nesyri | Arena Baltika, Kaliningrad Toeschouwers: 33.973 Scheidsrechter: Ravshan Irmatov (UZB) |

|                                                                          |                                                          |       |                                                                      |                                                                                              |
| 1 juli WK 2018 Achtste finale № 686 «onderlinge duels» 16:00 uur (UTC+3) | Spanje                                                   | 1 – 1 | Rusland                                                              | Olympisch Stadion Loezjniki, Moskou Toeschouwers: 78.011 Scheidsrechter: Björn Kuipers (NED) |
| 1 juli WK 2018 Achtste finale № 686 «onderlinge duels» 16:00 uur (UTC+3) | Sergej Ignasjevitsj 12' (e.d.)                           |       | 41' Artjom Dzjoeba                                                   | Olympisch Stadion Loezjniki, Moskou Toeschouwers: 78.011 Scheidsrechter: Björn Kuipers (NED) |
| 1 juli WK 2018 Achtste finale № 686 «onderlinge duels» 16:00 uur (UTC+3) | Strafschoppen                                            |       |                                                                      | Olympisch Stadion Loezjniki, Moskou Toeschouwers: 78.011 Scheidsrechter: Björn Kuipers (NED) |
| 1 juli WK 2018 Achtste finale № 686 «onderlinge duels» 16:00 uur (UTC+3) | Andrés Iniesta Gerard Piqué Koke Sergio Ramos Iago Aspas | 3 – 4 | Fjodor Smolov Sergej Ignasjevitsj Aleksandr Golovin Denis Tsjerysjev | Olympisch Stadion Loezjniki, Moskou Toeschouwers: 78.011 Scheidsrechter: Björn Kuipers (NED) |

|  |  |  |  |  |  |  |  |  |

|                                                                             |                     |       |                             |                                                                                   |
| 8 september UEFA Nations League Groep A4 № 687 «onderlinge duels» 20:45 uur | Engeland            | 1 – 2 | Spanje                      | Wembley Stadium, Londen Toeschouwers: 81.932 Scheidsrechter: Danny Makkelie (NED) |
| 8 september UEFA Nations League Groep A4 № 687 «onderlinge duels» 20:45 uur | Marcus Rashford 11' |       | 13' Saúl Ñíguez 32' Rodrigo | Wembley Stadium, Londen Toeschouwers: 81.932 Scheidsrechter: Danny Makkelie (NED) |

|                                                                              |                                                                                                  |       |         |                                                                                               |
| 11 september UEFA Nations League Groep A4 № 688 «onderlinge duels» 20:45 uur | Spanje                                                                                           | 6 – 0 | Kroatië | Estadio Manuel Martínez Valero, Elx Toeschouwers: 26.900 Scheidsrechter: Benoît Bastien (FRA) |
| 11 september UEFA Nations League Groep A4 № 688 «onderlinge duels» 20:45 uur | Saúl Ñíguez 24' Marco Asensio 33' Lovre Kalinić 35' (e.d.) Rodrigo 49' Sergio Ramos 57' Isco 70' |       |         | Estadio Manuel Martínez Valero, Elx Toeschouwers: 26.900 Scheidsrechter: Benoît Bastien (FRA) |

|                                                                 |               |       |                                                                   |                                                                                       |
| 11 oktober Vriendschappelijk № 689 «onderlinge duels» 20:45 uur | Wales         | 1 – 4 | Spanje                                                            | Millennium Stadium, Cardiff Toeschouwers: 50.232 Scheidsrechter: Anthony Taylor (ENG) |
| 11 oktober Vriendschappelijk № 689 «onderlinge duels» 20:45 uur | Sam Vokes 89' |       | 8' Paco Alcácer 19' Sergio Ramos 29' Paco Alcácer 74' Marc Bartra | Millennium Stadium, Cardiff Toeschouwers: 50.232 Scheidsrechter: Anthony Taylor (ENG) |

|                                                                            |                                     |       |                                                             | |
| 15 oktober UEFA Nations League Groep A4 № 690 «onderlinge duels» 20:45 uur | Spanje                              | 2 – 3 | Engeland                                                    | Estadio Ramón Sánchez Pizjuán, Sevilla Toeschouwers: 50.355 Scheidsrechter: Szymon Marciniak (POL) |
| 15 oktober UEFA Nations League Groep A4 № 690 «onderlinge duels» 20:45 uur | Paco Alcácer 58' Sergio Ramos 90+7' |       | 16' Raheem Sterling 29' Marcus Rashford 38' Raheem Sterling | Estadio Ramón Sánchez Pizjuán, Sevilla Toeschouwers: 50.355 Scheidsrechter: Szymon Marciniak (POL) |

|                                                                             |                                                     |       |                                           |                                                                                      |
| 15 november UEFA Nations League Groep A4 № 691 «onderlinge duels» 20:45 uur | Kroatië                                             | 3 – 2 | Spanje                                    | Maksimirstadion, Zagreb Toeschouwers: 33.018 Scheidsrechter: Aleksej Koelbakov (BLR) |
| 15 november UEFA Nations League Groep A4 № 691 «onderlinge duels» 20:45 uur | Andrej Kramarić 54' Tin Jedvaj 69' Tin Jedvaj 90+3' |       | 56' Dani Ceballos 78' (pen.) Sergio Ramos | Maksimirstadion, Zagreb Toeschouwers: 33.018 Scheidsrechter: Aleksej Koelbakov (BLR) |

|                                                                  |                  |       |                       |                                                                                              |
| 18 november Vriendschappelijk № 692 «onderlinge duels» 20:45 uur | Spanje           | 1 – 0 | Bosnië en Herzegovina | Estadio de Gran Canaria, Las Palmas Toeschouwers: 17.798 Scheidsrechter: Carlos Xistra (POR) |
| 18 november Vriendschappelijk № 692 «onderlinge duels» 20:45 uur | Brais Méndez 78' |       |                       | Estadio de Gran Canaria, Las Palmas Toeschouwers: 17.798 Scheidsrechter: Carlos Xistra (POR) |

### 2019
|                                                                     |                                     |       |                        |                                                                                        |
| 23 maart EK-kwalificatie Groep F № 693 «onderlinge duels» 20:45 uur | Spanje                              | 2 – 1 | Noorwegen              | Estadio Mestalla, Valencia Toeschouwers: 39.752 Scheidsrechter: Andris Treimanis (LVA) |
| 23 maart EK-kwalificatie Groep F № 693 «onderlinge duels» 20:45 uur | Rodrigo 16' Sergio Ramos 71' (pen.) |       | 65' (pen.) Joshua King | Estadio Mestalla, Valencia Toeschouwers: 39.752 Scheidsrechter: Andris Treimanis (LVA) |

|                                                                     |       |                                     |        |                                                                                    |
| 26 maart EK-kwalificatie Groep F № 694 «onderlinge duels» 20:45 uur | Malta | 0 – 2                               | Spanje | Ta' Qalistadion, Ta' Qali Toeschouwers: 16.542 Scheidsrechter: Andrew Dallas (SCO) |
| 26 maart EK-kwalificatie Groep F № 694 «onderlinge duels» 20:45 uur |       | 31' Álvaro Morata 73' Álvaro Morata |        | Ta' Qalistadion, Ta' Qali Toeschouwers: 16.542 Scheidsrechter: Andrew Dallas (SCO) |

|                                                                   |                   |       |                                                                          |                                                                            |
| 7 juni EK-kwalificatie Groep F № 695 «onderlinge duels» 20:45 uur | Faeröer           | 1 – 4 | Spanje                                                                   | Tórsvøllur, Tórshavn Toeschouwers: 3.226 Scheidsrechter: Enea Jorgji (ALB) |
| 7 juni EK-kwalificatie Groep F № 695 «onderlinge duels» 20:45 uur | Klæmint Olsen 30' |       | 6' Sergio Ramos 19' Jesús Navas 34' (e.d.) Teitur Gestsson 71' José Gayà | Tórsvøllur, Tórshavn Toeschouwers: 3.226 Scheidsrechter: Enea Jorgji (ALB) |

|                                                                    |                                                                      |       |        |                                                                                             |
| 10 juni EK-kwalificatie Groep F № 696 «onderlinge duels» 20:45 uur | Spanje                                                               | 3 – 0 | Zweden | Estadio Santiago Bernabéu, Madrid Toeschouwers: 72.205 Scheidsrechter: William Collum (SCO) |
| 10 juni EK-kwalificatie Groep F № 696 «onderlinge duels» 20:45 uur | Sergio Ramos 64' (pen.) Álvaro Morata 85' (pen.) Mikel Oyarzabal 87' |       |        | Estadio Santiago Bernabéu, Madrid Toeschouwers: 72.205 Scheidsrechter: William Collum (SCO) |

|                                                                        |                   |       |                                          |                                                                                     |
| 5 september EK-kwalificatie Groep F № 697 «onderlinge duels» 20:45 uur | Roemenië          | 1 – 2 | Spanje                                   | Arena Națională, Boekarest Toeschouwers: 50.024 Scheidsrechter: Deniz Aytekin (GER) |
| 5 september EK-kwalificatie Groep F № 697 «onderlinge duels» 20:45 uur | Florin Andone 59' |       | 29' (pen.) Sergio Ramos 47' Paco Alcácer | Arena Națională, Boekarest Toeschouwers: 50.024 Scheidsrechter: Deniz Aytekin (GER) |

|                                                                        |                                                             |       |         |                                                                                |
| 8 september EK-kwalificatie Groep F № 698 «onderlinge duels» 20:45 uur | Spanje                                                      | 4 – 0 | Faeröer | El Molinón, Gijón Toeschouwers: 23.644 Scheidsrechter: Krzysztof Jakubik (POL) |
| 8 september EK-kwalificatie Groep F № 698 «onderlinge duels» 20:45 uur | Rodrigo 13' Rodrigo 50' Paco Alcácer 90' Paco Alcácer 90+3' |       |         | El Molinón, Gijón Toeschouwers: 23.644 Scheidsrechter: Krzysztof Jakubik (POL) |

|                                                                       |                          |       |                 |                                                                                 |
| 12 oktober EK-kwalificatie Groep F № 699 «onderlinge duels» 20:45 uur | Noorwegen                | 1 – 1 | Spanje          | Ullevaalstadion, Oslo Toeschouwers: 25.200 Scheidsrechter: Michael Oliver (ENG) |
| 12 oktober EK-kwalificatie Groep F № 699 «onderlinge duels» 20:45 uur | Joshua King 90+4' (pen.) |       | 47' Saúl Ñíguez | Ullevaalstadion, Oslo Toeschouwers: 25.200 Scheidsrechter: Michael Oliver (ENG) |

|                                                                       |                 |       |               |                                                                                |
| 15 oktober EK-kwalificatie Groep F № 700 «onderlinge duels» 20:45 uur | Zweden          | 1 – 1 | Spanje        | Friends Arena, Solna Toeschouwers: 49.712 Scheidsrechter: Clément Turpin (FRA) |
| 15 oktober EK-kwalificatie Groep F № 700 «onderlinge duels» 20:45 uur | Marcus Berg 50' |       | 90+2' Rodrigo | Friends Arena, Solna Toeschouwers: 49.712 Scheidsrechter: Clément Turpin (FRA) |

|                                                                        | |       |       |                                                                                           |
| 15 november EK-kwalificatie Groep F № 701 «onderlinge duels» 20:45 uur | Spanje | 7 – 0 | Malta | Estadio Ramón de Carranza, Cádiz Toeschouwers: 19.773 Scheidsrechter: Viktor Kassai (HUN) |
| 15 november EK-kwalificatie Groep F № 701 «onderlinge duels» 20:45 uur | Álvaro Morata 23' Santi Cazorla 41' Pau Francisco Torres 62' Pablo Sarabia 63' Dani Olmo 69' Gerard Moreno 71' Jesús Navas 85' |       |       | Estadio Ramón de Carranza, Cádiz Toeschouwers: 19.773 Scheidsrechter: Viktor Kassai (HUN) |

|                                                                        |                                                                                                  |       |          |                                                                                                  |
| 18 november EK-kwalificatie Groep F № 702 «onderlinge duels» 20:45 uur | Spanje                                                                                           | 5 – 0 | Roemenië | Estadio Wanda Metropolitano, Madrid Toeschouwers: 35.198 Scheidsrechter: Aleksej Koelbakov (BLR) |
| 18 november EK-kwalificatie Groep F № 702 «onderlinge duels» 20:45 uur | Fabián Ruiz 8' Gerard Moreno 33' Gerard Moreno 43' Adrián Rus 45+1' (e.d.) Mikel Oyarzabal 90+2' |       |          | Estadio Wanda Metropolitano, Madrid Toeschouwers: 35.198 Scheidsrechter: Aleksej Koelbakov (BLR) |

RFEF · A-internationals · Selecties · Bondscoaches · Spaans vrouwenelftal · Olympisch elftal · Spanje U21 · Spanje U20 · Spanje U19 · Spanje U18 · Spanje U17 · Spanje U16 · Vrouwen U17
1920 – 1929 ·
1930 – 1939 ·
1940 – 1949 ·
1950 – 1959 ·
1960 – 1969 ·
1970 – 1979 ·
1980 – 1989 ·
1990 – 1999 ·
2000 – 2009 ·
2010 – 2019 ·
2020 − 2029
EK's: 1964 · 
1980 · 
1984 · 
1988 · 
1996 · 
2000 · 
2004 · 
2008 · 
2012 · 
2016 · 
2020 · 
2024
WK's: 1934 · 
1950 · 
1962 · 
1966 · 
1978 · 
1982 · 
1986 · 
1990 · 
1994 · 
1998 · 
2002 · 
2006 · 
2010 · 
2014 · 
2018 · 
2022
OS: 1920 ·
1924 · 
1928 · 
1968 · 
1976 · 
1980 · 
1992 · 
1996 · 
2000 · 
2012 ·
2020
1920 · 
1921 · 
1922 · 
1923 · 
1924 · 
1925 · 
1926 · 
1927 · 
1928 · 
1929 · 
1930 · 
1931 · 
1932 · 
1933 · 
1934 · 
1935 · 
1936 · 
1937 · 1939 · 1940 · 
1941 · 
1942 · 
1943 · 1944 · 
1945 · 
1946 · 
1947 · 
1948 · 
1949 · 
1950 · 
1952 · 
1952 · 
1953 · 
1954 · 
1955 · 
1956 · 
1957 · 
1958 · 
1959 · 
1960 · 
1961 · 
1962 · 
1963 · 
1964 · 
1965 · 
1966 · 
1967 · 
1968 · 
1969 · 
1970 · 
1971 · 
1972 · 
1973 · 
1974 · 
1975 · 
1976 · 
1977 · 
1978 · 
1979 · 
1980 · 
1981 · 
1982 · 
1983 · 
1984 · 
1985 · 
1986 · 
1987 · 
1988 · 
1989 · 
1990 · 
1991 · 
1992 · 
1993 · 
1994 · 
1995 · 
1996 · 
1997 · 
1998 · 
1999 · 
2000 · 
2001 · 
2002 · 
2003 · 
2004 · 
2005 · 
2006 · 
2007 · 
2008 · 
2009 · 
2010 · 
2011 · 
2012 · 
2013 ·
2014 ·
2015 ·
2016 ·
2017 ·
2018 ·
2019 ·
2020 ·
2021 ·
2022
Albanië ·
Algerije ·
Andorra ·
Argentinië ·
Armenië ·
Australië ·
Azerbeidzjan ·
België ·
Bolivia ·
Bosnië en Herzegovina ·
Brazilië ·
Bulgarije ·
Canada ·
Chili ·
China ·
Colombia ·
Costa Rica ·
Cyprus ·
DDR ·
Denemarken ·
Duitsland ·
Ecuador ·
Egypte ·
El Salvador ·
Engeland ·
Estland ·
Equatoriaal-Guinea · 
Faeröer ·
Finland ·
Frankrijk ·
GOS ·
Georgië ·
Griekenland ·
Haïti ·
Honduras ·
Hongarije ·
Ierland ·
IJsland ·
Irak ·
Iran ·
Israël ·
Italië ·
Ivoorkust ·
Japan ·
Joegoslavië ·
Jordanië ·
Kosovo ·
Kroatië ·
Letland ·
Liechtenstein ·
Litouwen ·
Luxemburg ·
Malta ·
Marokko ·
Mexico ·
Nederland ·
Nieuw-Zeeland ·
Nigeria ·
Noord-Ierland ·
Noord-Macedonië ·
Noorwegen ·
Oekraïne ·
Oostenrijk ·
Panama ·
Paraguay ·
Peru ·
Polen ·
Portugal ·
Puerto Rico ·
Roemenië ·
Rusland ·
San Marino ·
Saoedi-Arabië ·
Schotland ·
Servië ·
Servië en Montenegro ·
Slovenië ·
Slowakije ·
Sovjet-Unie ·
Tahiti ·
Tsjechië ·
Tsjecho-Slowakije ·
Tunesië ·
Turkije ·
Uruguay ·
Venezuela ·
Verenigde Staten ·
Wales ·
Wit-Rusland ·
Zuid-Afrika ·
Zuid-Korea ·
Zweden ·
Zwitserland
Australië (2014) ·
Brazilië (2013) ·
Chili (2010) ·
Chili (2014) ·
Costa Rica (2022) ·
Duitsland (2008) ·
Duitsland (2022) ·
Engeland (1982) ·
Engeland (2024) ·
Frankrijk (1984) ·
Frankrijk (2006) ·
Frankrijk (2012) ·
Frankrijk (2021) ·
Griekenland (2008) ·
Honduras (2010) ·
Ierland (2012) ·
Iran (2018) ·
Italië (2008) ·
Italië (2012, 1) ·
Italië (2012, 2) ·
Italië (2016) ·
Italië (2021) ·
Japan (2022) ·
Kroatië (2012) ·
Kroatië (2021) ·
Marokko (2018) ·
Marokko (2022) ·
Nederland (2010) ·
Nederland (2014) ·
Oekraïne (2006) ·
Paraguay (2002) ·
Polen (2021) ·
Portugal (2012) ·
Portugal (2018) ·
Rusland (2008, 1) ·
Rusland (2008, 2) ·
Rusland (2018) ·
Saoedi-Arabië (2006) ·
Slovenië (2002) ·
Slowakije (2021) ·
Sovjet-Unie (1964) ·
Tsjechië (2016) ·
Tunesië (2006) ·
Turkije (2016) ·
West-Duitsland (1982) ·
Zuid-Afrika (2002) ·
Zweden (2008) ·
Zweden (2021) ·
Zwitserland (2010) ·
Zwitserland (2021)
AFC-zone: Afghanistan · Australië · Bahrein · Bangladesh · Bhutan · Brunei · Cambodja · China · Chinees Taipei · Filipijnen · Guam · Hongkong · India · Indonesië · Iran · Irak · Japan · Jemen · Jordanië · Koeweit · Kirgizië · Laos · Libanon · Macau · Maleisië · Maldiven · Mongolië · Myanmar · Nepal · Noord-Korea · Oezbekistan · Oman · Oost-Timor · Pakistan · Palestina · Qatar · Saoedi-Arabië · Singapore · Sri Lanka · Syrië · Tadjikistan · Thailand · Turkmenistan · Verenigde Arabische Emiraten · Vietnam · Zuid-Korea

CAF-zone: Algerije · Angola · Benin · Botswana · Burkina Faso · Burundi · Centraal-Afrikaanse Republiek · Comoren · Congo-Brazzaville · Congo-Kinshasa · Djibouti · Egypte · Equatoriaal-Guinea · Eritrea · Ethiopië · Gabon · Gambia · Ghana · Guinee · Guinee-Bissau · Ivoorkust · Kaapverdië · Kameroen · Kenia · Lesotho · Liberia · Libië · Madagaskar · Malawi · Mali · Mauritanië · Mauritius · Marokko · Mozambique · Namibië · Niger · Nigeria · Oeganda · Rwanda · Sao Tomé en Principe · Senegal · Seychellen · Sierra Leone · Soedan · Somalië · Swaziland · Tanzania · Togo · Tsjaad · Tunesië · Zambia · Zimbabwe · Zuid-Afrika · Zuid-Soedan 

CONCACAF-zone: Amerikaanse Maagdeneilanden · Anguilla · Antigua en Barbuda · Aruba · Bahama's · Barbados · Belize · Bermuda · Britse Maagdeneilanden · Canada · Kaaimaneilanden · Costa Rica · Cuba · Curaçao · Dominica · Dominicaanse Republiek · El Salvador · Frans Guyana · Grenada · Guadeloupe · Guatemala · Guyana · Haïti · Honduras · Jamaica · Martinique · Mexico · Montserrat · 
Nicaragua · Panama · Puerto Rico · Saint Kitts en Nevis · Saint Lucia · Saint Vincent en de Grenadines · Sint Maarten · Suriname · Trinidad en Tobago · Turks- en Caicoseilanden · Verenigde Staten

CONMEBOL-zone: Argentinië · Bolivia · Brazilië · Chili · Colombia · Ecuador · Paraguay · Peru · Uruguay · Venezuela

OFC-zone: Amerikaans-Samoa · Cookeilanden · Fiji · Nieuw-Caledonië · Nieuw-Zeeland · Papoea-Nieuw-Guinea · Samoa · Salomoneilanden · Tahiti · Tonga · Vanuatu

UEFA-zone: Albanië · Andorra · Armenië · Azerbeidzjan · België · Bosnië en Herzegovina · Bulgarije · Cyprus · Denemarken · Duitsland · Engeland · Estland · Faeröer · Finland · Frankrijk · Georgië · Gibraltar · Griekenland · Hongarije · IJsland · Ierland · Israël · Italië · Kazachstan · Kosovo · Kroatië · Letland · Liechtenstein · Litouwen · Luxemburg · Macedonië · Malta · Moldavië · Montenegro · Nederland · Noord-Ierland · Noorwegen · Oekraïne · Oostenrijk · Polen · Portugal · Roemenië · Rusland · San Marino · Schotland · Servië · Slovenië · Slowakije · Spanje · Tsjechië · Turkije · Wales · Wit-Rusland · Zweden · Zwitserland